# 上海市澄衷高级中学
上海市澄衷高级中学最早是1900年由宁波籍商人叶澄衷创办的澄衷学堂，是第一所由中国人自己创办的班级授课制学校，蔡元培为第一任校长。1956年至1985年间曾模仿苏联体制，而改名为上海市第五十八中学。

## 地址
- 正门：虹口区东余杭路800号

## 曾经就读或任教于澄衷中学的人物

### 校长
蔡元培

### 校友
胡适、竺可桢、李四光、倪征𣋉、章英明、丰子恺、钱君匋、秦瘦鸥、葛祖兰、包玉剛、邵逸夫、葉庚年、陈鲤庭。

## 分校
- 上海市澄衷初级中学，位于上海市虹口区东长治路770号。